# Frontier Developments
Frontier Developments è un'azienda sviluppatrice di videogiochi con sede a Cambridge, in Inghilterra fondata da David Braben nel 1994.
L'azienda è celebre per aver sviluppato Frontier: Elite II nel 1993 ed il suo sequel First Encounters, nel 1995. Alla saga, a marzo 2014, si aggiungerà anche Elite: Dangerous, il quarto capitolo. Altri celebri videogiochi sviluppati dalla Frontier Developments sono Dog's Life, Thrillville, RollerCoaster Tycoon 3, Wallace and Gromit in Project Zoo, Wallace & Gromit: The Curse of the Were-Rabbit, LostWinds, LostWinds: Winter of the Melodias, Kinectimals e Planet Coaster.
Nel 2018 l’azienda ha inoltre pubblicato un gioco che ha avuto da subito un impatto immediato sui media: Jurassic World Evolution. Nel 2019 l'azienda annuncia ufficialmente un nuovo videogioco gestionale simile alla nota saga Zoo Tycoon chiamato Planet Zoo, distribuito il 5 novembre 2019 per Microsoft Windows.